# Берлин — симфония большого города
«Берлин — симфония большого города» (нем. Berlin – Die Sinfonie der Großstadt) — немецкий экспериментальный документальный фильм режиссёра Вальтера Руттмана, премьера фильма состоялась 23 сентября 1927 года в Берлине, 13 мая 1928 года фильм вышел в прокат в США.
Фильм начинается с поездки на поезде, который утром прибывает на Анхальтский вокзал. Один день из жизни большого города. Улицы, пустые по утрам, медленно заполняются людьми, спешащими на работу. Работа начинается везде. Ритм города и фильма становится все быстрее и быстрее, все быстрее и быстрее. Когда колокол бьет 12 часов, скорость падает. Однако после обеденного перерыва и приема пищи во второй половине дня ритм снова начинает ускоряться. Только вечером наступает расслабление и покой.
Зигфрид Кракауэр, отмечая монтажные приёмы, подчёркивающие единовременность явлений, которые он относил к категории «видоизмененной реальности», следующим образом характеризовал фильм:
Руттман в своём фильме „Берлин“, показывая повседневную жизнь Берлина в документальной манере, пытается добиться этого впечатления отбором явлений, единовременность которых выявляют аналогии и контрасты между ними. В манере Вертова Руттман ставит вслед за кадром человеческих ног, идущих по улице, кадр ног коровы и противопоставляет изысканные блюда в первоклассном ресторане жалкой похлёбке бедняков.